# Maytenus magellanica
Maytenus magellanica är en benvedsväxtart som först beskrevs av Jean-Baptiste Lamarck, och fick sitt nu gällande namn av Joseph Dalton Hooker. Maytenus magellanica ingår i släktet Maytenus och familjen Celastraceae. Inga underarter finns listade.

## Bildgalleri

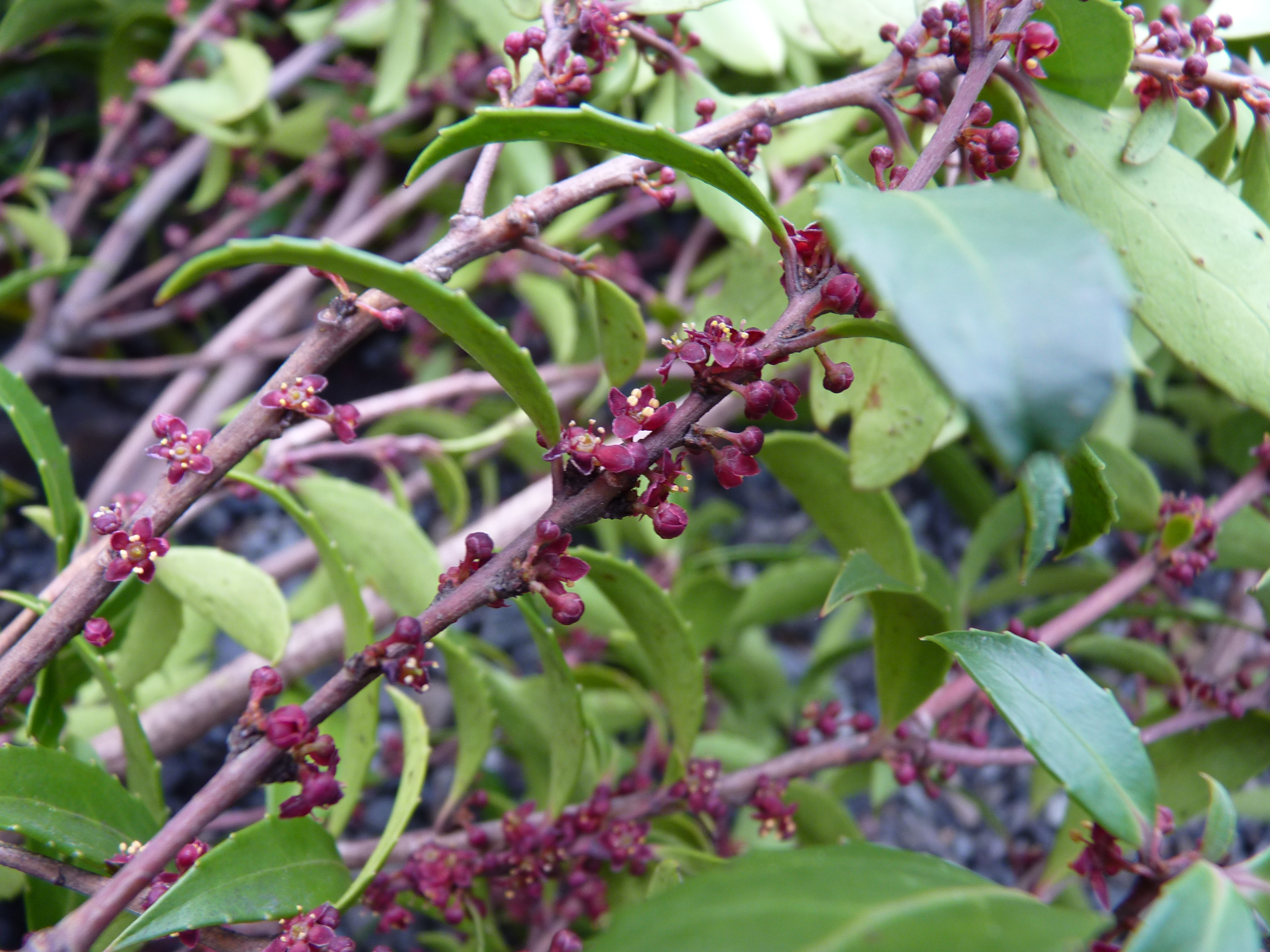
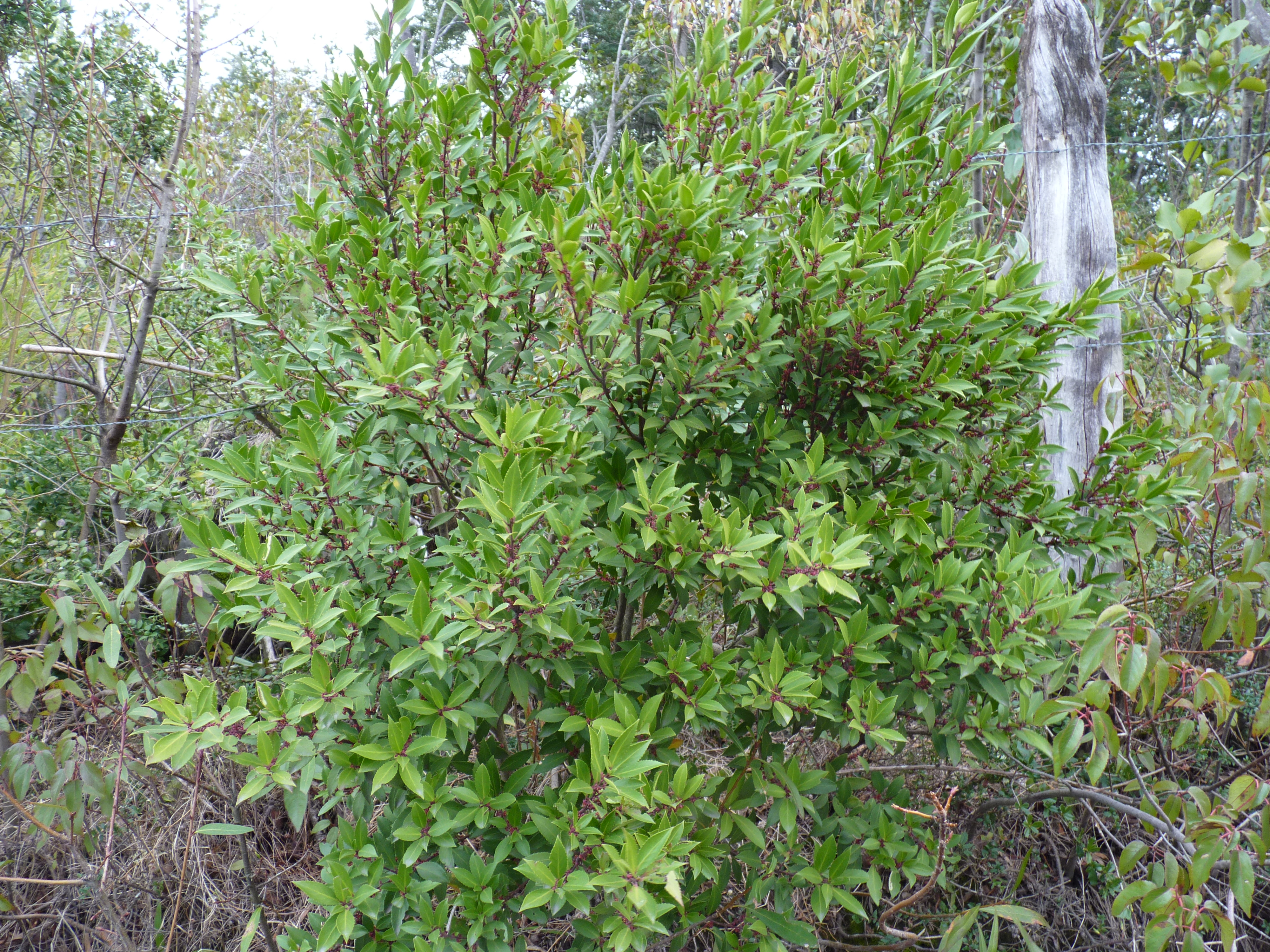
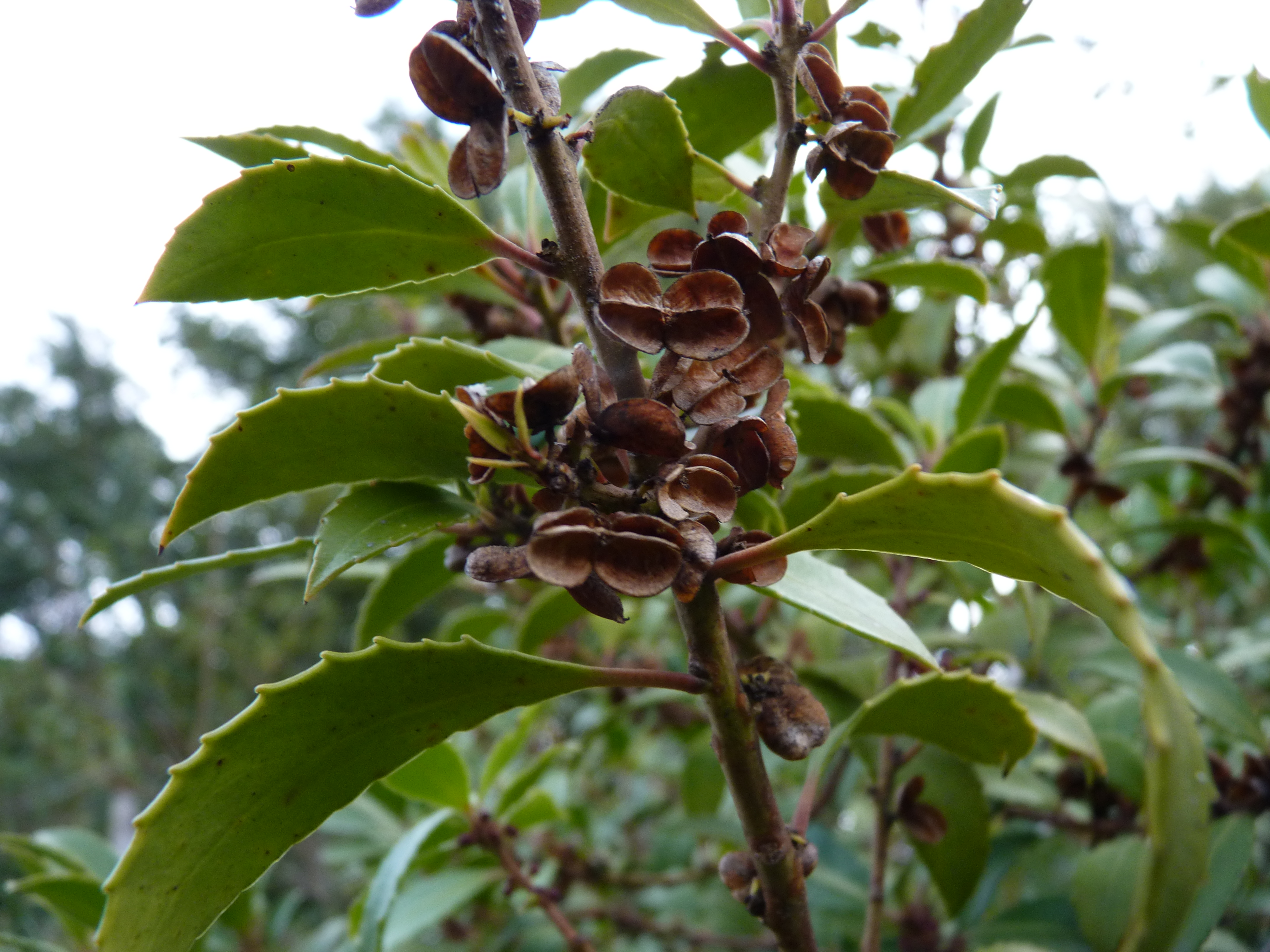